# Coupe de France de futsal 2008-2009
Navigation
2007-2008 2009-2010
La Coupe nationale futsal 2008-2009 est la quinzième édition de la Coupe de France de futsal. Elle est organisée par la Fédération française de football. La finale a lieu le samedi 25 avril 2009 à Gap (Hautes-Alpes).
À la différence des éditions précédentes, un tour supplémentaire est incorporé entre les demi-finales nationales et le plateau final. Ce dernier comprend quatre équipes et est disputé sur un seul jour au lieu de huit opposants sur un week-end auparavant.
Aucun des huit finalistes de l'édition précédente ne prend part à la phase finale à huit. Au terme du plateau final, Roubaix AFS remporte son premier titre et succède à Roubaix Futsal au palmarès de la Coupe nationale.

## Format
Au niveau fédéral, la phase inter-régionale se dispute en seize groupes de quatre équipes dont les deux premiers se qualifient pour les demi-finales nationales. Celles-ci se composent de huit poules de quatre équipes jouées en tournoi toutes rondes dont uniquement le vainqueur est retenu.
La quinzième édition de la Coupe nationale futsal présente un nouveau format pour sa finalité. Les huit équipes qualifiées au terme des demi-finales nationales ne sont plus rassemblés sur un seul plateau final. Deux poules de quatre équipes sont jouées séparément entre-temps dans des lieux différents. Ces finales anticipées déterminent quatre qualifiés pour un réel plateau final à quatre équipes disputé à Gap en tournoi à élimination directe.
| Phase           | Tour                    | Date                    | Participants            |
| --------------- | ----------------------- | ----------------------- | ----------------------- |
| Phase régionale | Tours régionaux         | selon Ligues régionales | selon Ligues régionales |
| Phase régionale | Finales régionales      |                         |                         |
| Phase fédérale  | Phase inter-régionale   | samedi 14 février 2009  | 63                      |
| Phase fédérale  | Demi-finales nationales | samedi 9 mars 2009      | 32                      |
| Phase fédérale  | Finale à 8              | samedi 11 avril 2009    | 8                       |
| Phase fédérale  | Finale à 4              | samedi 25 avril 2009    | 4                       |

## Qualifications

### Phases régionales
En Ligue lorraine de football, le Longwy Boys Futsal remporte le titre régional. Il est accompagné de sept clubs lorrains en phase inter-régionale.
Cinq des huit finalistes de l'édition 2007-2008 précédente sont éliminés lors des Finales régionales,.

### Phase inter-régionale
Premier tour fédéral, la phase inter-régionale a lieu le samedi 14 février 2009,. Elle voit s'affronter 63 équipes pour 32 places qualificatives.

### Demi-finales nationales
Les demi-finales ont lieu le samedi 9 mars 2009 constituées de huit groupes de quatre équipes et une seule qualifiée par groupe.
Dans la Poule A, le Roubaix Futsal, tenant du titre, est éliminé par la MJC Pfastatt grâce au faux-pas initial des Roubaisiens face à Wattigies qui perd ensuite dans sa rencontre face à Mulhouse (5-0). Roubaix est absent des Phases finales de la Coupe nationale pour la première fois depuis les cinq dernières éditions. Dans la Poule B, Cannes La Bocca se qualifient après cinq échecs à ce stade de la compétition. Ils débutent par deux victoires initiales face à Cournon Auvergne (7-2) et l'UJS Toulouse 31 (10-5) avant d'affronter La Relève. Cannes Bocca Futsal et ses deux Internationaux (Elasri et Saraieva) atteignent pour la première fois les Phases finales de la Coupe. Dans la Poule C, Lyon Moulin à Vent et Contrexeville Nancy Méditerranéenne sont éliminés par Dijon Grésilles.
Dans la Poule D, Toulouse Futsal Club domine Bruguières (5-2), Profutsal (7-1) et Aubusson (9-1). Dans la Poule E, le Sporting de Paris obtient trois victoires pour prendre part à ses premières Phases finales. Dans la Poule F, à Aniche (Nord), la qualification se joue aux tirs au but entre Roubaix AFS et Garges (1-1). L'AFS domine Roubaix SA lors du premier match,. Dans la Poule G, la qualification revient comme prévu à Issy Futsal qui domine Faches (4-2), après avoir écarté C'Noues et Cadets de Bretagne. Dans la Poule H, Lyon Footzik écarte notamment facilement Montpellier Petit Bard (5-1). Les Lyonnais participent à leur première Phase finale de Coupe nationale après leur finale perdue au terme du Challenge national 2007-2008.
Aucun finaliste de l'édition 2007-2008 précédente ne se qualifie, une première dans l'histoire de la compétition.

## Phase finale

### Finale à huit
| Groupe 1 (à Reims)                                               | Groupe 2 (à Arbent)                                          |
| ---------------------------------------------------------------- | ------------------------------------------------------------ |
| - Dijon Grésilles - MJC Pfastatt - Cannes Bocca - Sporting Paris | - Toulouse Futsal - Issy Futsal - Roubaix AFS - Lyon Footzik |

Ce tour supplémentaire entre les demi-finales nationales et le plateau final est incorporé pour la première fois en 2009. Deux groupes de quatre équipes déterminent les quatre qualifiés pour le plateau final. Ces deux tournois se jouent à Reims et Arbent. Seuls Issy Futsal (trois fois finaliste et vainqueur en 2007) et la MJC Pfastatt (finaliste en 2006) ont déjà participé à une phase finale de la compétition.
| Résultats                | Pts |
| ------------------------ | --- |
| Victoire                 | 4   |
| Victoire aux tirs au but | 2   |
| Défaite aux tirs au but  | 1   |
| Défaite                  | 0   |

Dans la poule B, la Commission fédérale délibère sur la seconde place qualificative entre Issy et Lyon Footzik et, selon le réglement, tranche en faveur de Footzik. À Arbent, dans l'Ain, le club d'Issy-les-Moulineaux est éliminé par le futur vainqueur final, Roubaix AFS, lors du dernier match couperet (2-1) à la différence de but.

### Plateau final à quatre

#### Clubs qualifiés
Quatre équipes sont qualifiées pour le plateau final de la compétition qui se déroule le samedi 25 avril 2009 dans les Alpes, à Gap,,,. Il met aux prises Roubaix AFS, Pfastatt, le Sporting Club de Paris et le Lyon Futsal,.
Le nouvel entraîneur roubaisien Hacène Guenoune se confie à la suite de la qualification de son équipe : « Nous n'avons rien lâché, jusqu'au bout. C'est comme cela que nous nous sommes qualifiés en quart contre Garges (1-1, victoire aux tirs au but). En demi-finale, il fallait absolument gagner contre Issy, le grand favori, et nous l'emportons 2-1. Et en face, ce n'était pas n'importe qui. C'était des Brésiliens ! ».

#### Tableau
Alors deuxième de son championnat régional de DH, le Roubaix AFS affronte les Alsaciens de la MJC Pfastatt en demi-finale, puis le Sporting Paris ou Lyon Futsal en finale en cas de victoire lors du premier match. Le Sporting Paris termine quatrième.
|  | Demi-finales           | Demi-finales |         |  | Finale | Finale |
|  | Demi-finales           | Demi-finales |         |  | Finale | Finale |
|  |                        |              |         |  |        |        |
|  | 13h30                  | 13h30        |         |  | 18h00  | 18h00  |
|  | 13h30                  | 13h30        |         |  | 18h00  | 18h00  |
|  | Sporting Paris         |              |         |  | 18h00  | 18h00  |
|  |                        |              |         |  | 18h00  | 18h00  |
|  | Lyon Futsal            |              |         |  | 18h00  | 18h00  |
|  | Lyon Futsal            | 2 tab 5      |         |  |        |        |
|  | Lyon Futsal            | 2 tab 5      | 14h45   |  |        |        |
|  |                        | Roubaix AFS  | 2 tab 6 |  |        |        |
|  | Roubaix AFS            | Roubaix AFS  | 2 tab 6 |  |        |        |
|  |                        |              |         |  |        |        |
|  | MJC Pfastatt           |              |         |  |        |        |
|  | Match pour la 3e place |              |         |  |        |        |
|  |                        |              |         |  |        |        |
|  |                        |              |         |  |        |        |
|  |                        |              |         |  |        |        |
|  | Sporting Paris         |              |         |  |        |        |
|  |                        |              |         |  |        |        |
|  | MJC Pfastatt           |              |         |  |        |        |
|  |                        |              |         |  |        |        |

#### Finale
Les joueurs du Lyon Futsal Club mènent de deux buts en première période, découlant de deux coups de pied arrêtés, avant d'encaisser un jet franc à deux secondes de la mi-temps par le Roubaix AFS. Les Lyonnais perdent la finale aux tirs au but (2-2 t. a. b. 6-5), un an après avoir perdu la finale du premier Challenge national dans les dernières secondes face au Roubaix Futsal.
Roubaix AFS représente donc la France en Coupe de futsal de l'UEFA durant l'été 2009 alors qu'il n'est pas retenu pour prendre part au nouveau Championnat de France 2009-2010. Le club présidé par Boualam Touag devient le quatrième club de la ville de Roubaix à remporter la Coupe nationale en quinze éditions (six victoires au total),.